# Coppa dell'Imperatore 1995
La Coppa dell'Imperatore 1995 è stata la settantacinquesima edizione della coppa nazionale giapponese di calcio.

## Formula
Vengono confermati formula e criteri di ammissione alla competizione, ma il numero di squadre provenienti dai tornei regionali viene ridotto a 18 in ragione dell'aumento a 14 del lotto di concorrenti alla J. League.

## Squadre partecipanti
J. League
- Verdy Kawasaki
- Nagoya Grampus
- Yokohama Marinos
- Shimizu S-Pulse
- Kashiwa Reysol
- Kashima Antlers
- JEF United
- Urawa Reds
- Júbilo Iwata
- Cerezo Osaka
- Yokohama Flügels
- Sanfrecce Hiroshima
- Gamba Osaka
- Bellmare Hiratsuka

Squadre regionali
- Brummell Sendai (Tohoku)
- Fujitsu (Kantō)
- Fukuoka Blux (Kyūshū)
- Hannan Daigaku (Kansai)
- Hiroshima Univ. (Chūgoku)
- Hokuriku El. Power (Hokuriku)
- Honda Motor (Tokai)
- Komazawa Daigaku (Kantō)
- Nippon Denso (Tokai)
- Otsuka Pharma (Shikoku)
- Kyoto Sanga (Kinki)
- Sapporo University (Hokkaidō)
- Seino (Tokai)
- Tokyo Gas (Kantō)
- Toshiba (Kantō)
- Tosu Futures (Kyūshū)
- Tsukuba Daigaku (Kantō)
- Vissel Kōbe (Kansai)

## Date
| Turno            | Data             |                 |
| ---------------- | ---------------- | --------------- |
| Primo turno      | 3 dicembre 1995  |                 |
| Secondo turno    | 10 dicembre 1995 |                 |
| Quarti di finale | 17 dicembre 1995 |                 |
| Semifinali       | 23 dicembre 1995 |                 |
| Finale           | 1º gennaio 1995  | 1º gennaio 1995 |

## Risultati

### Primo turno
| Squadra 1          | Risultato      | Squadra 2           |
| ------------------ | -------------- | ------------------- |
| Yokohama Marinos   | 3 - 2          | Honda Motor         |
| Fukuoka Blux       | 5 - 2          | Fujitsu             |
| Cerezo Osaka       | 2 - 0          | Hannan Daigaku      |
| Tokyo Gas          | 0 - 1          | Kashima Antlers     |
| Júbilo Iwata       | 5 - 1          | Hiroshima Univ.     |
| Vissel Kōbe        | 2 - 0          | Shimizu S-Pulse     |
| Kyoto Sanga        | 1 - 2          | Nagoya Grampus      |
| Urawa Reds         | 2 - 0          | Sapporo University  |
| Toshiba            | 1 - 2          | Kashiwa Reysol      |
| Gamba Osaka        | 3 - 1          | Hokuriku El. Power  |
| Brummell Sendai    | 2 - 1          | JEF United          |
| Bellmare Hiratsuka | 3 - 0          | Nippon Denso        |
| Komazawa Daigaku   | 2 - 3          | Sanfrecce Hiroshima |
| Seino              | 0 - 2          | Tsukuba Daigaku     |
| Otsuka Pharma      | 0 - 1          | Verdy Kawasaki      |
| Tosu Futures       | 2 - 3 (d.t.s.) | Yokohama Flügels    |

### Secondo turno
| Squadra 1          | Risultato | Squadra 2           |
| ------------------ | --------- | ------------------- |
| Yokohama Marinos   | 0 - 1     | Fukuoka Blux        |
| Cerezo Osaka       | 1 - 2     | Kashima Antlers     |
| Júbilo Iwata       | 0 - 2     | Vissel Kōbe         |
| Yokohama Flügels   | 1 - 4     | Nagoya Grampus      |
| Urawa Reds         | 1 - 0     | Kashiwa Reysol      |
| Gamba Osaka        | 4 - 1     | Brummell Sendai     |
| Bellmare Hiratsuka | 0 - 1     | Sanfrecce Hiroshima |
| Tsukuba Daigaku    | 0 - 4     | Verdy Kawasaki      |

### Quarti di finale
| Squadra 1           | Risultato      | Squadra 2       |
| ------------------- | -------------- | --------------- |
| Fukuoka Blux        | 2 - 3          | Kashima Antlers |
| Vissel Kōbe         | 0 - 2          | Nagoya Grampus  |
| Urawa Reds          | 1 - 2 (d.t.s.) | Gamba Osaka     |
| Sanfrecce Hiroshima | 1 - 0          | Verdy Kawasaki  |

### Semifinali
| Squadra 1       | Risultato | Squadra 2           |
| --------------- | --------- | ------------------- |
| Kashima Antlers | 1 - 5     | Nagoya Grampus      |
| Gamba Osaka     | 1 - 2     | Sanfrecce Hiroshima |

### Finale
| Tokyo 1º gennaio 1996, ore 13:30 GMT+9 | Nagoya Grampus E. | 3 – 0 | Sanfrecce Hiroshima | National Stadium (47,021 spett.) |
| \| \| \| \| \| Ogura 18’ Ogura 52’ Hirano 53’ \| Marcatori \| \| \| · Ito · Ogawa · Oito · Ijima · Torres · Durix · Hasano · 89’ Hirano · 85’ Okayama · Stojković · 73’ Ogura · A disposizione · 73’ Nakanishi · 85’ Moriyama · 89’ Mori \| Formazioni \| · Maekawa · Yanagimoto · Kojima · Uemura · Michiki · Moriyasu · Huistra 61’ · Fue 61’ · Kuwabara · Noh · Takagi · A disposizione · Moriyama 61’ · Oki 61’ \| \| Wenger \| Allenatori \| Jansen \| |                   | |                     |                                  |
| |                   | |                     |                                  |
| Ogura 18’ Ogura 52’ Hirano 53’ | Marcatori         | |                     |                                  |
| · Ito · Ogawa · Oito · Ijima · Torres · Durix · Hasano · 89’ Hirano · 85’ Okayama · Stojković · 73’ Ogura · A disposizione · 73’ Nakanishi · 85’ Moriyama · 89’ Mori | Formazioni        | · Maekawa · Yanagimoto · Kojima · Uemura · Michiki · Moriyasu · Huistra 61’ · Fue 61’ · Kuwabara · Noh · Takagi · A disposizione · Moriyama 61’ · Oki 61’ |                     |                                  |
| Wenger | Allenatori        | Jansen |                     |                                  |

## Statistiche

### Classifica marcatori
| Gol |  |  | Giocatore        | Squadra             |
| --- |  |  | ---------------- | ------------------- |
| 5   |  |  | Takafumi Ogura   | Nagoya Grampus      |
| 4   |  |  | Hiromitsu Isogai | Gamba Osaka         |
| 4   |  |  | Hans Gillhaus    | Gamba Osaka         |
| 4   |  |  | Takuya Takagi    | Sanfrecce Hiroshima |
| 4   |  |  | Ziad Tlemçani    | Vissel Kōbe         |
| 3   |  |  | Tetsuya Asano    | Nagoya Grampus      |